# Pacaraima
Pacaraima est une ville brésilienne du nord de l'État du Roraima. Sa population était estimée à 11 667 habitants en 2014. La municipalité s'étend sur 8 028 km². Elle se situe sur la frontière avec le Venezuela.
La majorité de la population est indigène.

## Historique
L'histoire de la municipalité de Pacaraima est liée à la démarcation de la frontière avec le Venezuela par l'armée. Il prend naissance autour d'un portail connu sous le nom de BV-8 qui marquait l'entrée ou la sortie du pays.
Pacaraima a été créé le 17 octobre 1995 par la ségrégation de son territoire de la municipalité de Boa Vista, la capitale de l'État de Roraima.
L'accès à Pacaraima se fait par l'autoroute BR-174, qui est pavée et en bon état. Il y a un service régulier de bus depuis Boa Vista. Pacaraima est connecté au réseau électrique de l'État.
En 2018, des émeutes ont été enregistrées, telles que la destruction d'un camp et l'incendie des biens d'immigrants vénézuéliens.

## Démographie

### Population de la commune de Pacaraima
Les estimations de la population (pour chaque année) sont basées sur les recensements officiels.
| Année | Population | Note                          |
| ----- | ---------- | ----------------------------- |
| 1990  | 4 818      | 'Estimations'                 |
| 1991  | 5 035      | Recensement brésilien 1991    |
| 1992  | 5 252      | 'Estimations'                 |
| 1993  | 5 469      | 'Estimations'                 |
| 1994  | 5 686      | 'Estimations'                 |
| 1995  | 5 903      | 'Estimations'                 |
| 1996  | 6 121      | 'Estimations'                 |
| 1997  | 6 338      | 'Estimations'                 |
| 1998  | 6 555      | 'Estimations'                 |
| 1999  | 6 772      | 'Estimations'                 |
| 2000  | 6 990      | Recensement brésilien de 2000 |
| 2001  | 7 334      | 'Estimations'                 |
| 2002  | 7 678      | Estimaciones                  |
| 2003  | 8 022      | Estimaciones                  |
| 2004  | 8 367      | Estimaciones                  |
| 2005  | 8 711      | Estimaciones                  |
| 2006  | 9 055      | Estimaciones                  |
| 2007  | 9 400      | Estimaciones                  |
| 2008  | 9 744      | Estimaciones                  |
| 2009  | 10 088     | Estimaciones                  |
| 2010  | 10 433     | Censo brasileño de 2010       |
| 2011  | 11 076     | Estimaciones                  |
| 2012  | 11 719     | Estimaciones                  |
| 2013  | 12 363     | Estimaciones                  |
| 2014  | 13 006     | Estimaciones                  |
| 2015  | 13 649     | Estimaciones                  |
| 2016  | 14 293     | Estimaciones                  |
| 2017  | 14 936     | Estimaciones                  |
| 2018  | 15 580     | Estimaciones                  |
| 2019  | 16 223     | Estimaciones                  |
| 2020  | 16 686     | Estimaciones                  |

## Géographie
La municipalité de Pacaraima, avec ses 920 m d'altitude, est considérée comme la plus haute municipalité de l'État de Roraima et de toute la Région Nord du Brésil.

## Tourisme
Son emplacement sur la frontière avec le Venezuela en fait un lieu touristique. La région bénéficie d'une température agréable.
Ses principales attractions sont les montagnes environnantes avec un grand nombre de tepuyes, la réserve indigène de San Marcos et le site archéologique de Piedra Pintada qui contient des inscriptions et des peintures rupestres.

## Jumelage
- Santa Elena de Uairén, État de Bolívar (Venezuela)

## Maires
| Période | Période | Identité                    | Étiquette | Qualité |
| ------- | ------- | --------------------------- | --------- | ------- |
| 2004    | 2008    | Paulo César Justo Quartiero | PDT       |         |
| 2008    | 2012    | Altemir da Silva Campos     | PSDB      |         |